# Гатльґрімур П'єтурссон

Гатльґрімур П'єтурссон

Гатльґрімур П'єтурссон (ісл. Hallgrímur Pétursson; 1614, Гоуляр, Ісландія — 27 жовтня, 1674, Сойрбаїр, Ісландія) один з найвідоміших поетів Ісландії, був лютеранським священиком в Квальнескірк'я та у Сойрбаїрі на узбережжях фйорду Квалфйордур.
Ісландські лютеранські церкви Гатльґрімскірк'я (найбільша церква Ісландії) в Рейк'явіку — та Гатльґрімскірк'я в Сойрбаїрі названі на його честь.
Був одним з найвпливовіших пасторів протягом доби Лютеранської Ортодоксії (1580—1713). За його внесок до лютеранських церковних гімнів, його часто називають ісландським Паулом Ґергардтом.
Його найвідоміша праця — Гімни Страждань Христових (Псалми Страстей Христових), збірник псалмоспівів, що повинні співатися по одному на робочий день, протягом 9 тижнів Великого посту перед Великднем, 50 загалом. Повна назва збірника «Historia pínunnar og dauðans Drottins vors Jesú Kristí, með hennar sérlegustu lærdóms-, áminningar- og huggunargreinum, ásamt bænum og þakkargjörðum, í sálmum og söngvísum með ýmsum tónum samsett og skrifuð anno 1659.» ("Історія страждання та смерті нашого Господа, Ісуса Христа, з особливим повчанням, нагадуванням та утішаючими статтями, з молитвами та хваліннями, в псалмах та піснях з різними нотатками, складена та написана в 1659 році). Кожен гімн має заголовок що відсилає до однієї з Страстей Христових, а також свою мелодію виконання.
У 1651 році його призначили священиком в Сойрбаїр, де він служив до самої смерті. Помер від прокази в 1674 році.